# Spencer (Oklahoma)
Stigler es una ciudad ubicada en el condado de Oklahoma en el estado estadounidense de Oklahoma. En el año 2010 tenía una población de 3912 habitantes y una densidad poblacional de 283,48 personas por km².

## Geografía
Stigler se encuentra ubicada en las coordenadas 35°30′28″N 97°22′14″O / 35.50778, -97.37056 (35.507760, -97.370662).

## Demografía
Según la Oficina del Censo en 2000 los ingresos medios por hogar en la localidad eran de $31,116 y los ingresos medios por familia eran $37,470. Los hombres tenían unos ingresos medios de $30,199 frente a los $21,153 para las mujeres. La renta per cápita para la localidad era de $18,242. Alrededor del 19.1% de la población estaban por debajo del umbral de pobreza.